# Kraków Loves Adana
Kraków Loves Adana ist eine 2006 gegründete Dream-Pop-Band.

## Geschichte
Kraków loves Adana ist eine Band aus Hamburg mit Wurzeln in Freiburg. Deniz Çiçek und Robert Heitmann gründeten die Band, nachdem sie sich in ihrer Heimatstadt in einer Diskothek kennenlernten. Ihr musikalischer Stil bewegt sich zwischen Indie, Wave, Dream Pop und elektronischen Einflüssen. Der Name der Band orientiert sich an den Heimatstädten der Mütter der Bandmitglieder.

## Diskografie
Alben
- 2010: Beauty (Clouds Hill Recordings)
- 2012: Interview (Clouds Hill Recordings)
- 2017: Call Yourself New[13] (Better Call Rob)
- 2018: Songs After the Blue (Better Call Rob)
- 2020: Darkest Dreams[14] (Ohne Label)
- 2021: Follow the Voice (Ohne Label)
- 2023: Oceanflower (Ohne Label)
- 2024: I Saw You I Saw Myself (Ohne Label)